# Stratford (Connecticut)
Stratford es un pueblo ubicado en el condado de Fairfield en el estado estadounidense de Connecticut. En el año 2005 tenía una población de 49.943 habitantes y una densidad poblacional de 1,096 personas por km².

## Geografía
Stratford se encuentra ubicada en las coordenadas 41°12′16″N 73°07′04″O / 41.20444, -73.11778.

## Demografía
Según la Oficina del Censo en 2000 los ingresos medios por hogar en la localidad eran de $53,494, y los ingresos medios por familia eran $64,364. Los hombres tenían unos ingresos medios de $45,552 frente a los $34,575 para las mujeres. La renta per cápita para la localidad era de $26,501. Alrededor del 5.0% de la población estaban por debajo del umbral de pobreza.